# 沙瓦尔
沙瓦尔是巴西塞阿拉州的一个市镇。总面积238.228平方公里，总人口12166人，人口密度51.1人/平方公里。